# Asociación de Industrias Alicantinas del Helado y Derivados S.A.
La Asociación de Industrias Alicantinas del Helado y Derivados S.A. (AIADHESA), coneguda com a Gelats Alacant per la seua principal marca comercial, és una empresa del sector gelater que té seu social a Alacant. Va ser fundada en l'any 1972 amb 35 accionistes, petits artesans del gelat.
Hui dia ocupa el primer lloc de posició en facturació entre les empreses del sector amb capital 100% espanyol. És constituïda per més de 200 socis, i els seus productes es venen a més de 22.000 punts a tot arreu d'Espanya i també per a l'exportació. Les seues marques comercials són Helados Alacant i Antiu Xixona Helados.